# Argali
Argali (Ovis ammon) är världens största vilda får. Det lever i Centralasiens bergsregioner. 
Då arten lever i isolerade bergsområden finns det många underarter, och flera av dem är utrotningshotade. En av dem är Marco Polo-fåret (Ovis ammon polii), som lever i gränsområdena mellan Afghanistan, Pakistan, Kina och Tadzjikistan. På en bagge av Marco Polo-får har man mätt horn på imponerande 190 cm, mätt längs hornets yttre kurva.

## Kännetecken
Hannar i norra delen av utbredningsområdet når en mankhöjd av cirka 125 centimeter och en vikt upp till 180 kilogram. Hannar i sydligare regioner är vanligen lite mindre med en vikt mellan 95 och 140 kg. Hannarnas kroppslängd ( huvud och bål) är 180 till 200 centimeter och därtill kommer en kort svans med en längd på 10 till 18 centimeter. Honor är med en vikt av ungefär 68 kg betydlig mindre.
Argali har en variabel pälsfärg. Grundfärgen är vanligen brun med drag till rödaktig, mörkbrun eller beige. Under sommaren är djuret mera rödaktigt. Vid denna tid syns även en svart strimma på djurets rygg som går från halsen till kroppens mitt. Buken är vanligen ljusare. Argalis stjärt och svans är vita. Vita teckningar på djurets rygg finns hos två underarter och ibland är halsen och nosen vita. Honor är oftast ljusare än hannar.
Hos flera underarter är hornen 110 till 120 meter lång men det finns som nämnt undantag med ännu längre horn. Hornens spännvidd ligger vanligen vid 75 centimeter och hos store exemplar vid 130 centimeter. På grund av strider mellan olika hannar finns ofta defekta horn som saknar spetsen. Honornas horn är smalare och inte längre än 30 till 45 centimeter.

## Utbredning
Argali förekommer i olika bergskedjor i Centralasien. Utbredningsområdet sträcker sig från Altaj och södra Sibirien över Mongoliet, Tibet och Tianshan till Nepal och bergsregionen Pamir.
På grund av fossil är det känt att arten levde i Kaukasus och Iran under pleistocen.
Djuret vistas i regioner som ligger 1300 till 5500 eller 6100 meter över havet (beroende på referens). Argali föredrar sluttningar med mindre lutning, bara honor med ungdjur uppsöker brantare klippor som skydd mot fiender. Baggar är mindre känsliga för kyla och vandrar tidigare till högre regioner. Vanligtvis undviker de skogsområden. I regioner där de blev undanträngda av boskapsdjur eller hotade av jakt finns de även i skogar, till exempel i delar av Kazakstan.

## Socialt beteende
Arten lever i flockar. Hannar och honor lever utanför parningstiden i grupper som är skilda från varandra. Hannarnas flockar omfattar 2 till 27 individer. I genomsnitt finns fyra (Tianshan) till åtta (Altaj) exemplar i varje flock. Några gamla hannar lever ensamma.
Honor, deras ungdjur och hannar som inte nått könsmognad lever i egna grupper. Dessa flockar är större med 90 individer och i Altaj ingår ibland upp till 200 djur i flocken. I dessa grupper är de unga hannarna dominanta.

## Föda
Argali livnär sig huvudsakligen av gräs och starr samt av andra örter. I lägre regioner äter den även blad från buskar. Per dag behöver en individ 16 till 18 kg växtmassa.

## Fortplantning
Under parningstiden löses hannarnas grupper upp och baggarna ansluter sig till honornas grupper. Per grupp förekommer upp till 6 könsmogna hannar. Parningen sker under vinterhalvåret. I Mongoliet ligger parningstiden mellan september och oktober, i Altaj mellan november och december och i Tibet mellan december och januari.
Under parningstidens första vecka utkämpar hannarna strider för att fastställa hierarkin. De krockar med sina horn mot varandra så att ljudet är hörbart från 400 till 800 meters avstånd. Ofta blir hannarnas nos sårad eller de mister delar av hornen. Efter dessa strider finns fortfarande flera hannar i flocken men de håller tillräckligt avstånd från varandra. Efter en lyckad parning stannar baggarna en till två månader i gruppen innan de går egna vägar.
Dräktigheten varar i 150 till 160 dagar. I varmare regioner sker födelsen i mars eller april men i högalpina områden först i maj eller juni. Vanligtvis föds bara ett ungdjur men tvillingar är inte helt ovanliga. I Altaj, Pamir och Tibet förekommer tvillingar sällan men i Tianshan stiger antalet tvillingar till 33 % av alla födelser och även trillingar har iakttagits.
Ungdjuren har en grågul päls och ett mörkbrunt huvud som skiljer sig tydligt från övriga kroppen. Vid födelsen väger ungdjuret 3 kilogram och efter 15 till 20 dagar börjar hornen att växa. Samtidigt uppkommer mjölktänderna som först efter två år blir utbytta till de permanenta tänderna. Honorna uppsöker brantare ställen utanför flocken så länge ungarna dias. Efter en till två månader sluter honan att ge di.
I naturen blir argali vanligen fyra till fem år gamla men enskilda individer når 13 års ålder.

## Hot
Arten största naturliga fiende är vargen. Beroende på region faller 3 till 73 % av individerna offer för vargar. Andra djur som jagar argali är snöleopard, järv, lodjur och brunbjörn. Ungdjur har dessutom rödrävar, kungsörn och andra köttätare som fiende. Om fienden är ofarlig för honan försvarar hon sitt lamm.
Även den kalla årstiden är en fara för argali. I kalla och snörika vintrar hotas ibland hela populationen i ett avgränsat område. Till exempel dog 1996 hälften av beståndet i Tibet på grund av en hård vinter.

## Underarter

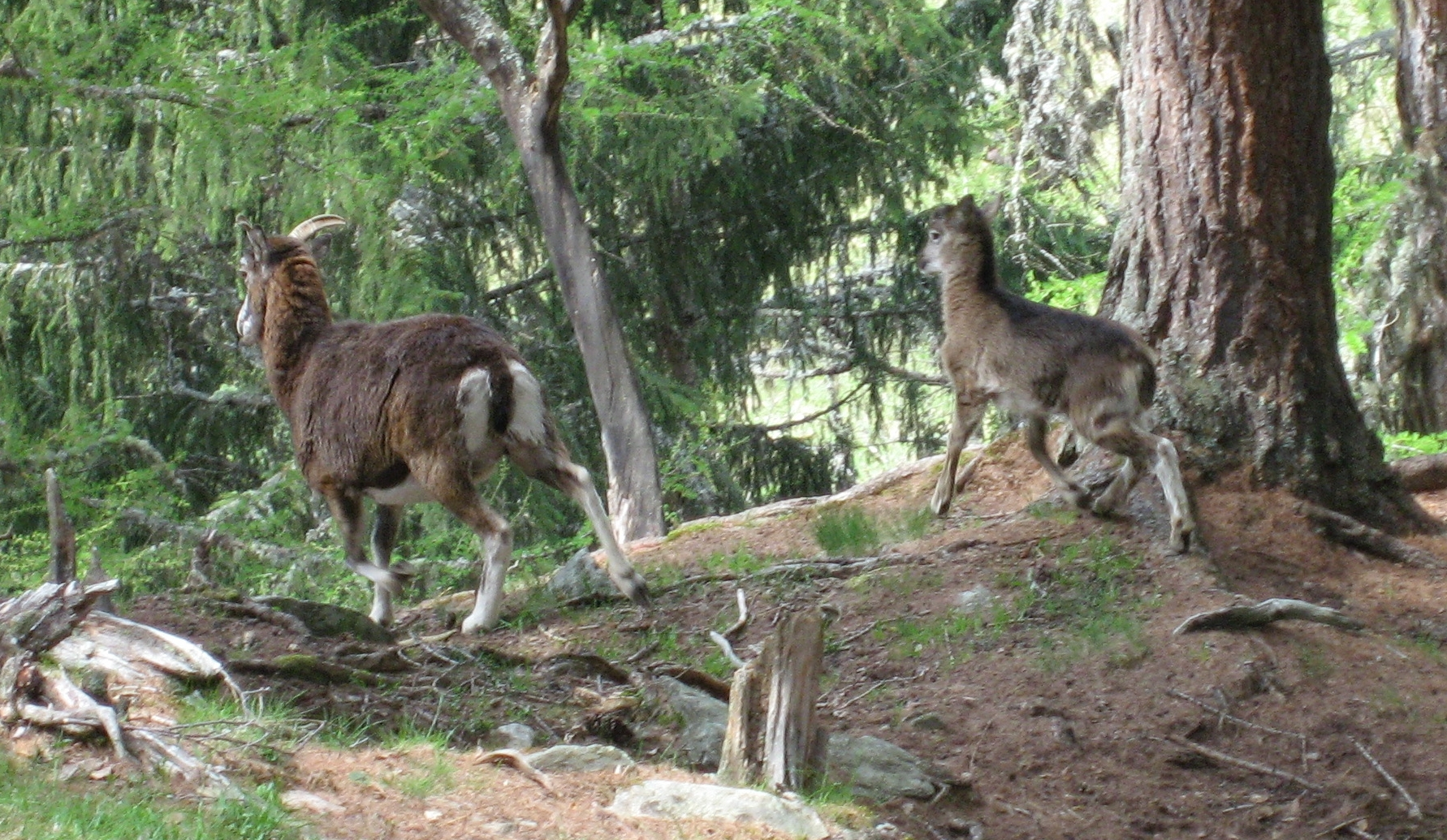
Hona och lamm i en fransk djurpark

Gubb (2005) skiljer mellan nio underarter av argali:
- Marco Polo-argali (Ovis ammon polii BLYTH, 1841), Pamir, mellanstor kropp, jättestora horn som bildar hela cirkelbågar.
- Ovis ammon hodgsonii BLYTH, 1841, höglandet i Tibet och Himalaya, stor kropp, hornen bildar hela cirkelbågar. Beståndet i Altynbergen i den autonoma regionen Xinjiang räknas som separat population eller som underart Ovis ammon dalailamae.
- Ovis ammon karelini SEVERTZOV, 1873, i Tianshan, Kirgizbergen och Tarbagatei.
- Ovis ammon collium SEVERTZOV, 1873, finns isolerad i nordöstra Kazakstan.
- Ovis ammon nigrimontana Severtzov, 1873, i södra och centrala Kazakstan, i bergsområdet Qaratau.
- Ovis ammon ammon LINNAEUS, 1758, södra Sibirien, västra Mongoliet, Altaj, Sajanbergen, stor, tunga horn, vid hals och torso gråbrun.
- Ovis ammon darwini PRZEWALSKI, 1883, Gobiöknen, Mongoliet, Kina.
- Ovis ammon comosa HOLLISTER, 1919, Inre Mongoliet.
- Ovis ammon severtzovi NASONOV, 1914, nordöstra Uzbekistan. Denna underart betraktades tidigare som mellanform mellan argali och vildfåret (urialgruppen). Undersökningar av antalet kromosomuppsättningar visade att populationen tillhör arten argali. Bland annat har underarten 56 kromosomer, liksom alla andra underarter av argali.

## Argali och människor
Den förste personen från Västvärlden som beskrev arten var Vilhelm av Ruysbroek, en franciskanmunk på resa genom Mongoliet. Den första vetenskapliga beskrivningen finns från Johann Georg Gmelin d.y. som 1752/53 iakttog underarten i Altaj och som gav djuret dess namn. Namnet liknar den mongoliska beteckningen. Det vetenskapliga namnet Capra ammon etablerades 1758 av Carl von Linné. Epitet ammon syftar på guden Amon som i egyptisk mytologi framställdes som en bagge. Efteråt flyttade Peter Simon Pallas fårdjuret till släktet Ovis.
På grund av jakt för hornens skull som uppvisas som trofé och till följd av konkurrensen med boskapsdjur blev arten sällsynt eller helt utrotad i vissa regioner. Tidigare fanns arten i norra Kina och beståndet i Mongoliet, Kazakstan och Uzbekistan var större. I Ryssland finns bara ett fåtal individer kvar.
Alla underarter minskar i beståndet och hela populationen uppskattas med 80 000 individer. Underarten Ovis ammon collium listas som akut hotad, underarterna Ovis ammon darwini och Ovis ammon severtzovi som starkt hotad och alla andra som nära hotad (near threatened).